# Ламуаньон, Кретьен Франсуа де
Кретье́н Франсуа́ де Ламуаньо́н де Бавиль (фр. Chrétien François de Lamoignon de Basville; 1735—1789) — французский государственный деятель.
Являясь президентом парижского парламента, он вместе со всеми его депутатами подвергся ссылке, наложенной на него Мопу, и был возвращён только при восшествии на престол Людовика XVI. С этого времени Ламуаньон был горячим сторонником двора; принимал участие в собрании нотаблей (1787), созванном Ш.-А. Калонном.
Назначенный в это время хранителем печати (министром юстиции), он вместе с Ломени-де-Бриенном работал над указами о налогах, которые парламент отказался внести в реестр, за что и был сослан в Труа. Негодование, вызванное этой мерой, обрушилось преимущественно на Ламуаньона, семья которого до того времени неизменно служила поддержкой магистратуры; парламент соглашался даже на регистрацию эдиктов, если только министр будет удалён в отставку. Правительство отказало, и борьба разгорелась с новой силой.
Парижский парламент решился, наконец, уступить, но, узнав от д’Эпремениля о желании Ламуаньона ограничить власть парламента, составил энергичный протест, из-за которого д’Эпремениль и Монзальбер подверглись аресту. Скоро Бриенн получил отставку, а за ним последовал и Ламуаньон. В день их отставки произошли беспорядки, причём дома обоих министров были разграблены народом, сжигавшим их изображения. Вскоре после этого Ламуаньон был найден мёртвым в своём имении; охотничье ружье лежало около него. Неизвестно, сам ли лишил он себя жизни, или стал жертвой случайности.